# Центральное управление военных сообщений
Органы военных сообщений (Органы ВОСО) являются полномочными представителями Министерства обороны Российской Федерации на железнодорожном, морском, речном и воздушном транспорте.
Они предназначены для организации воинских перевозок, разработки предложений по подготовке путей сообщения в интересах Вооружённых Сил Российской Федерации. Органам военных сообщений на видах транспорта предоставлено право решать с командованием перевозимых войск и должностными лицами на транспорте все вопросы, касающиеся воинских перевозок.
День службы военных сообщений — 18 июня.

## История
Официальным днём образования службы военных сообщений считается 6 (18) июня 1868, когда был утверждён приказ Военного министра Д. А. Милютина № 183 о сформировании, в соответствии с повелением государя-императора Александра II от 14 мая 1868 года, Комитета по передвижению войск железными дорогами и водою вместе с аппаратом заведующих передвижениями войск на железных дорогах. Этот приказ стал основой формирования прообраза современной структуры органов военных сообщений.
До революции 1917 года официальным праздником всех служащих делу заведования перевозками войск считалось 21 (9 ст.ст.) мая, на церковный праздник иконы святого Николая Мирликийского.
В советский период, с учётом существовавшей идеологии день образования органов военных сообщений был приурочен к дате перехода (5 марта) главного органа военных сообщений в 1918 году — Управления военных сообщений на театре военных действий, со штата, утверждённого в январе 1917 года, на штат утверждённый Цекодарфом. При этом личный состав Управления был переназначен и продолжал работать.
Служба военных сообщений является одной из старейших служб Вооружённых Сил Российской Федерации, она прошла большой и сложный исторический путь развития. Ещё в «Уставе воинском» 1716 года, утверждённом Петром I указывалось, что в полевом управлении русской армии доставка войск и воинских грузов, использование дорог в военных целях, их ремонт и содержание находятся в ведении особого учреждения, возглавляемого генерал-вагенмейстером. Пути сообщения, используемые в интересах войск, в сочетании со специальным армейским транспортом стали называться «военными сообщениями».

### В дореволюционной России
В 1812 году согласно «Учреждению для управления большой действующей армией» на театре военных действий планирование и организацию передвижения войск осуществляли директор военных сообщений и генерал-вагенмейстер, подчинённые непосредственно состоявшему при начальнике Главного штаба армии дежурному генералу. Таким образом, в начале XIX века в России сложилась система военных сообщений.
Первые перевозки русских войск по железной дороге были осуществлены в апреле 1849 года, когда австрийское правительство, опасавшееся наступления венгров на Вену, добилось спешной присылки туда пехотной дивизии генерала Панютина,составлявшей часть экспедиционного корпуса генерал-фельдмаршала князя Паскевича-Эриванского. Дивизия была перевезена по варшавско-венской железной дороге из Кракова в Унгариш-Градиш (Чехия) в период с 27 апреля по 3 мая 1849 г.
Дальнейшее своё развитие органы военных сообщений получили с появлением железных дорог в России и началом опытных воинских перевозок на участке Петербург — Колпино Петербургско-Московской железной дороги. На этом участке впервые был сконструирован и испытан специальный подвижной состав для перевозки войск. В 1851 году были составлены первые руководства о перевозке войск по железной дороге. Первая крупная перевозка войск в России была осуществлена из Петербурга в Москву на расстояние 650 км, которой потребовалось 9 поездов по 14—19 вагонов в каждом.
Рост военного значения железных дорог выразился в создании на них службы военных сообщений — органов, которые должны были планировать, организовывать и обеспечивать воинские перевозки, причём служба военных сообщений на железных дорогах России возникла раньше, чем на железных дорогах Англии, Франции и Германии, опережавших Россию в железнодорожном строительстве.
В первое время руководство воинскими перевозками объединялось в руках военного министерства, а в последующем в системе военного ведомства возникла служба военных сообщений.
24 ноября 1851 года было отдано первое циркулярное распоряжение военного ведомства об использовании железной дороги для воинских перевозок. Этот день, в дальнейшем, послужил началу возникновения службы военных сообщений на железных дорогах России. Скорость движения поездов при выполнении первых воинских перевозок составляла не выше 15 вёрст в час, стоянка на крупных станциях — 5 часов, во время которой личный состав получал горячую пищу.
Крымская война 1853—1856 годов наглядно показала необходимость строительства железных дорог для обороны государства.
В 1860 году был учреждён Особый комитет по разработке положения о перевозке войск по железным дорогам, составленный из представителей военного ведомства, Главного управления путей сообщения и публичных зданий и управлений железнодорожных обществ. В 1862 году Комитетом было выработано «Положение о перевозке войск по железным дорогам» и утверждено приказом Военного министра от 11 февраля 1863 года № 50. При этом составление маршрутов для передвижения войск входило до 1863 года в обязанность I-го отделения Департамента Генерального штаба. В 1863 году при реорганизации Военного министерства Департамент Генерального штаба был заменён Главным управлением Генерального штаба, Распределительный отдел которого руководил вопросами дислокации и передвижения войск. Кроме того, передвижение войск подлежало ведению главноуправляющего путями сообщений и публичных зданий. С началом милютинских реформ в 60-х годах XIX века резко увеличилась необходимость в усилении и чёткой организации военных сообщений. Эта необходимость диктовалась сокращением сроков службы и связанных с этим увеличением перевозок людей, увеличением ежегодных наборов, созданием военных округов и главных («снабжающих») управлений, увеличением грузооборота по боевому, продовольственному и фуражному довольствию, необходимостью в быстром развёртывании кадров для действующей армии в период мобилизации.
При этом необходимость наличия специального представительства Военного ведомства на железных дорогах назревала с каждым годом всё больше и больше. Войска передвигались по железным дорогам самостоятельно, что порождало множество нерешённых вопросов.
С 1868 года первым полноценным штатным органом Службы военных сообщений в составе Главного штаба стал «Комитет по передвижению войск железными дорогами и по воде». В этот же год были созданы линейные органы военных сообщений из числа офицеров, состоящих для поручений при штабах округов, в обязанности которых по «совместительству» первоначально входили вопросы по заведованию и наблюдению за перевозками. В то же время, от основных своих обязанностей они не были освобождены и в отдельные штатные единицы их вывели только в 1875 году.
На театре военных действий службу возглавлял инспектор военных сообщений, подчинявшийся начальнику штаба действующей армии. В задачи службы военных сообщений входили не только вопросы эксплуатации, но и вопросы разрушения и восстановления путей сообщения.
К концу 60-х годов вводятся должности заведующих передвижением войск на железнодорожных линиях и водных путях сообщения, а несколько позже — с 1912 года — комендантов железнодорожных участков.
Для инспектирования и общего руководства специальной подготовкой железно-дорожных войск, Приказом по Военному ведомству № 20, от 1912 года, была введена должность инспектора железно-дорожных войск, совмещённая в одном лице с должностью начальника военных сообщений Главного управления генерального штаба.

### После Октябрьской революции
С победой Октябрьской революции и необходимостью ведения военных действий на фронтах гражданской войны остро встал вопрос о системе управления воинскими перевозками. С расформированием Ставки Верховного Главнокомандования и образованием Высшего военного совета Республики 5 марта 1918 года ему было передано Управление военных сообщений, существовавшее при Ставке. В конце 1960-х г.г. этот день стал считаться днём образования органов военных сообщений Красной Армии.
8 мая 1918 года был создан Всероссийский Главный штаб, в составе которого также имелось Управление военных сообщений. Эти два высших органа руководства военными сообщениями Республики существовали параллельно до 2 сентября 1918 года, когда они были объединены в единое Центральное управление военных сообщений (ЦУП ВОСО) при Высшем военном совете Республики. ЦУП ВОСО являлся высшим органом военных сообщений Республики. В составе штабов фронтов, армий, военных округов были созданы управления военных сообщений, а на железных дорогах — линейные органы военных сообщений — управления начальников передвижения войск и военные комендатуры. Центральному управлению военных сообщений были в ту пору подчинены железнодорожные войска, автомобильные, этапно-транспортные и рабочие части, военные учреждения почтовой, телеграфной и телефонной связи.
Объём воинских перевозок по железным дорогам за годы гражданской войны и иностранной военной интервенции составил 33 454 оперативных поездов (40 401 эшелонов) и 6679 снабженческих поездов, всего — 40 133 поездов, в которых было перевезено около 24,5 млн человек и 2,5 млн лошадей. Удельный вес оперативных перевозок в общем объёме воинских перевозок составил 83,4 %, среднее время нахождения в пути воинских поездов составляло 6 суток, а их среднесуточная скорость 250—300 км.
Одной из особенностей работы железнодорожного транспорта перед войной являлось составление плана формирования поездов и техническое планирование всей эксплуатационной работы сети, что способствовало улучшению работы узлов, станций, участков и целых направлений, а также ускорению продвижения вагонопотоков.
Большую работу по подготовке путей сообщения к работе в военное время проделали начальники военных сообщений Красной Армии (в период с 1918—1941 годов) Аржанов М. М., Аппога Э. Ф.,Чеботаревский В. Н., Крюков А. Е., Трубецкой Н. И.
В 1937 году во время политических «чисток» в РККА был арестован и расстрелян начальник Управления ВОСО комкор Аппога Э. Ф.

### В годыВеликой Отечественной войны
Нападение фашистской Германии и вынужденный отход наших войск в начальный период войны поставили железнодорожный транспорт в исключительно трудное положение. Из-за временного отхода войск протяжённость железных дорог всё время сокращалась и к концу 1941 года снизилась на 42 % от довоенного уровня. Среднесуточная погрузка войск и материальных средств в первые дни войны составила около 40 % общей погрузки на всей сети железных дорог. На контроле органов военных сообщений одновременно находилось до 1,5-1,7 тыс. оперативных эшелонов и до 10-12 тыс. транспортов только по централизованному плану.
11 июля 1941 года по обвинению в недостатках в организации железнодорожных перевозок был арестован, а затем расстрелян начальник Управления ВОСО генерал-лейтенант Н. И. Трубецкой (реабилитирован посмертно).
В феврале 1942 года в составе ГКО был образован Транспортный комитет, на который возлагались задачи по общему планированию и координации работы всех видов транспорта, а ЦУП ВОСО по существу выполняло функции штаба транспортного комитета.
В первые месяцы войны с целью более оперативного управления службой были изданы Положения о начальниках военных сообщений фронтов и армий, разграничены функции полевых и линейных органов военных сообщений, а на железных дорогах была создана этапная служба с открытием этапных комендатур, которые в 1942 году были переименованы в этапно-заградительные.
В короткие сроки были перебазированы в тыл целые отрасли промышленности, сотни фабрик и заводов, а также значительное количество транспортных средств, материалов и сырья.
Доставка материальных средств войскам по железной дороге осуществлялась в условиях интенсивных бомбёжек. Общий объём воинских железнодорожных перевозок за годы войны составил 442 200 поездов (19 714 500 вагонов). Военно-санитарными поездами перевезено более 5 млн раненых и больных. Средняя скорость продвижения эшелонов в сутки в мае-июне 1945 года составила 600 км, а снабженческих транспортов до 450 км.
Эксплуатация фронтовых железных дорог осуществлялась линейными железнодорожными подразделениями и созданными в ходе Великой Отечественной войны военно-эксплуатационными формированиями НКПС и железнодорожными эксплуатационными полками.
Первые формирования НКПС — Военно-эксплуатационные управления (ВЭУ) и Военно-эксплуатационные отделения (вэо) были созданы в период битвы под Москвой в октябре 1941 года.
Работу по восстановлению железных дорог на освобождённой от противника территории выполняли железнодорожные войска и специальные формирования. За время войны ими было восстановлено и приведено в эксплуатационное состояние 80 136 км только главных путей, свыше 32 тысяч км вторых и станционных путей, 2756 больших и средних мостов.
На железных дорогах было хорошо организовано медико-санитарное обслуживание и продовольственное обеспечение перевозимых военнослужащих. Для медико-санитарного обслуживания войск были развёрнуты изоляционно-пропускные пункты, дезинфекционные отряды, банно-прачечные и банно-дезинфекционные поезда и сеть санитарно-контрольных пунктов. Только за 1944 год было помыто 27,2 млн перевозимых в эшелонах и командах бойцов, продезинфицировано 31,6 млн комплектов обмундирования. За годы войны военно-продовольственные пункты выдали более 217 млн горячих обедов, более 500 млн пайков сухих и на котловое довольствие, выпекли 157 млн кг хлеба.
Органы военных сообщений на фронтовых и прифронтовых железных дорогах имели в своём подчинении части ПВО воинских поездов, которые сопровождали поезда с людьми и наиболее важные транспорты. В 1944 году их насчитывалось — 10 полков (по 40 взводов в каждом) и 14 отдельных дивизионов ПВО (по 20 взводов в каждом). Частями ПВО воинских поездов было отражено около 6000 атак вражеской авиации, сбито 132 самолёта, истреблено 523 диверсанта и 222 взято в плен.
По внутренним водным путям сообщения за годы войны было перевезено более 4 млн бойцов и командиров, 212 тысяч лошадей, много боевой техники, переведено несколько сотен подводных и надводных боевых кораблей. Подразделениями и частями АДД было перевезено около 2,7 млн человек (включая раненых) и около 300 тысяч т различных грузов.
В целом же за время Великой Отечественной войны роль каждого вида транспорта в перевозках материальных средств по объёму грузооборота составила: железнодорожного 79,7 %, водного 17,7 %, автомобильного 2,5 %, воздушного — около 0,1 %.
За исключительную стойкость, инициативу и личную храбрость при выполнении воинских перевозок около 7000 офицеров военных сообщений было награждено орденами и медалями Советского Союза. Многие ответственные задачи по организации и выполнению воинских перевозок в годы войны решал личный состав органов военных сообщений, возглавляемый генералами Трубецким Н. И., Ковалёвым И. В., Румянцевым П. И., Квашниным П. А., Черняковым А. Г., Хвощевым С. В., Добряковым А. В., Тулуповым Е. В., Аунсом М. Х., Рассаловым К. А., Засориным П. П., Кресиком С. Н., Молдовановым Г. Г., Щепенниковым Я. И. и многими др.
Большой вклад в подготовку офицерских кадров внесли руководители военно-транспортной академии, факультетов, профессорско-преподавательский состав: Высотский Г. А., Танский Д. И., Завадский С. В., Звонков В. В., Востоков Н. П. и др.

### Послевоенное время
После окончания Великой Отечественной войны органам военных сообщений и работникам транспорта пришлось решать множество сложных задач: выполнять значительные по объёму перевозки, связанные с демобилизацией, возвращением в страну различного рода материальных средств, находящихся за границей. Началось восстановление и наращивание мощностей всех видов транспорта. К 1965 году протяжённость железных дорог увеличилась более чем на 18 тысяч км, автомобильных дорог с твёрдым покрытием — примерно в 2 раза, внутренних водных путей — на 14 %. Грузооборот за послевоенные 20 лет возрос: железных дорог — более чем в 6 раз, речного транспорта — почти в 7,5 раз, автомобильного транспорта — примерно в 28 раз. Во много раз увеличились перевозки воздушным транспортом и перекачка нефтепродуктов по трубопроводам.
В 1961 году была проведена реорганизация службы военных сообщений. Объём и характер работ службы стали более широкими и многогранными, значительно увеличилась сложность решаемых ею задач по подготовке всех видов транспорта в оборонном отношении и использованию их для удовлетворения потребностей Вооружённых Сил в перевозках.
В 1960-е годы было построено 7 тысяч км новых железнодорожных линий. Строились магистральные железнодорожные направления, усиливавшие транспортные связи центра страны с районами Средней Азии, Забайкалья, Дальнего Востока. Строились магистральные автомобильные дороги Москва — Киев, Москва — Волгоград, Куйбышев — Уфа — Челябинск. Техническое перевооружение железных дорог позволило повысить весовые нормы поездов, увеличить их длину и скорость движения.
Совершенствование транспортного обеспечения и технологии перевозок, повышение устойчивости работы транспорта и внедрение новых транспортных средств, улучшение качества управления перевозочным процессом и его всестороннее обеспечение — эти и многие другие задачи находятся в центре внимания личного состава органов военных сообщений.
Совершенствуется работа транспорта, растут темпы перевозок войск, улучшается координация работы всех видов транспорта, всестороннее обеспечение перевозимых войск. Новое в организации воинских перевозок прочно входит в жизнь.
В 1979 — 1989 годах органы военных сообщений обеспечивали ввод и перевозку войск в Афганистан, а затем их вывод оттуда, который проходил через три основных пункта — это Термез, Кушка (по железной дороге) и Ташкент (авиаперевозки), где Термез являлся крупнейшим. Термезская комендатура ежедневно пропускала от 3 тыс. до 5 тыс. тонн военных грузов. В последующем, в связи с сокращением и выводом войск в сжатые сроки были осуществлены перевозки личного состава, боевой техники и имущества из стран дальнего и ближнего зарубежья. Например, из Западной группы войск железнодорожным и морским транспортом было вывезено 6 армий (22 дивизии, 47 бригад, 42 отдельных полка) общей численностью более 500 тысяч человек, 123 629 единиц техники и вооружения, около 3 млн т материальных средств.

### Война в Чечне
В период с 30 ноября 1994 года по 1 января 1997 при проведении контингентом Российских войск совместно со внутренними и пограничными войсками операции по разоружению незаконных вооружённых формирований в Чечне в целях восстановления конституционного порядка личный состав службы военных сообщений ВС России выполнял задания правительства по организации воинских перевозок в Чеченскую Республику. Штаб командования объединённой группировки войск в Чечне был обеспечен всесторонней информацией о подходе резервов и их местоположении, составе и времени прибытия в пункты назначения.
Всего за весь период проведения операции было перевезено 209 воинских эшелонов, около 7000 вагонов, кроме того, было доставлено 3477 воинских транспортов, около 18 тысяч вагонов с боеприпасами, вооружением, военной техникой и другими материальными средствами. Опыт переброски войск в Чечню и организация их всестороннего обеспечения ещё раз показали, что железнодорожный транспорт является важнейшим при подготовке и в ходе ведения как крупномасштабных боевых действий, так и при выполнении специфических задач.

### Новейшее время (до 2008 года)
В настоящее время служба военных сообщений Вооружённых Сил России обеспечивает транспортные потребности войск (сил флота) и осуществляет контроль за подготовкой путей сообщения в интересах Вооружённых Сил РФ.
Главным содержанием строительства и совершенствования службы военных сообщений в условиях военной реформы является приведение её возможностей в соответствие с задачами войск и организационными изменениями в структуре и дислокации группировок Вооружённых Сил России.
В соответствующих директивных документах подтверждено и закреплено, что органы военных сообщений являются полномочными представителями Министерства обороны России на железнодорожном, морском, речном и воздушном транспорте. Они предназначены для организации воинских перевозок, разработки предложений по подготовке путей сообщения в интересах Вооружённых Сил. Органам военных сообщений на всех видах транспорта предоставлено право решать с командованием перевозимых войск и должностными лицами на транспорте все вопросы, касающиеся воинских перевозок.
В настоящее время строительство и повседневная деятельность органов военных сообщений протекают в усложнённых условиях, сложившихся на транспорте. Прежде всего, это качество руководства ими в условиях современного переходного периода, децентрализации руководства морским, речным и воздушным транспортом, отсутствия новых достаточно эффективных нормативно-правовых документов, устаревания материально-технической базы транспорта, ослабления внимания к мобилизационной работе, а в целом ряде случаев и её свёртывания, существенного повышения тарифов на воинские перевозки, отсутствие финансирования воинских перевозок в необходимых объёмах.
Офицерам органов военных сообщений приходится сталкиваться с проблемами, связанными с возникновением таможенных барьеров и новых государственных границ. Решают их путём заключения двухсторонних соглашений по организации межгосударственных перевозок.
Много проблем возникло с обеспечением войск Калининградского особого района, так как транзит осуществляется через Литву и Белоруссию. ЦУП ВОСО совместно с заинтересованными управлениями и службами минобороны предложило организовать судоходную линию Санкт-Петербург — Калининград с использованием сил и средств Балтийского флота и гражданских владельцев Северо-Западного региона.
Основными ориентирами развития службы военных сообщений являются: совершенствование системы всестороннего обеспечения войск (сил флота) в транспортном отношении; совершенствование боевой готовности, оперативной, боевой и мобилизационной подготовки органов военных сообщений; совершенствование системы управления воинскими перевозками с учётом изменений системы управления транспортом; исследование и разработка мероприятий по совершенствованию мобилизационно-технической подготовки железнодорожного, морского, речного и воздушного транспорта; перестройка кадровой политики системы подготовки офицеров службы военных сообщений с учётом современных требований.
21 мая 2017 года Указом Президента России в Вооружённых Силах установлен профессиональный праздник — День службы военных сообщений, который отмечается ежегодно 18 июня.

### Этапы развития службы ВОСО
В соответствии с разрабатывавшимися «Планами строительства» (до 2008 года) строительство службы ВОСО включало три этапа. На первом этапе строительства службы (1992) были проведены основные организационные мероприятия по формированию службы военных сообщений ВС России (определено место службы военных сообщений в структуре Вооружённых Сил, разработана нормативно-правовая база строительства и функционирования службы). В ходе второго этапа (1993—1995) проводилась реорганизация службы и сокращение её численности с учётом решаемых войсками задач, разрабатывались предложения по повышению живучести путей сообщения и контроля за их выполнением. Третий этап строительства службы военных сообщений (после 1995 года) обозначался как завершение строительства службы и её сокращение до установленной численности, расстановка учреждений военных сообщений для полного обеспечения транспортных потребностей объединений, соединений и частей по новым местам дислокации.
С назначением на должность Министра обороны Российской Федерации А. Э. Сердюкова — Служба военных сообщений, как и остальные органы военного управления подверглась кардинальным изменениям. Центральное управление военных сообщений Министерства обороны Российской Федерации было расформировано и на правах Управления вместе с Автомобильно-дорожной службой и Службой вспомогательного флота было включено в состав Департамента транспортного обеспечения Министерства обороны Российской Федерации. Офицерский корпус, составлявший, ввиду специфики деятельности, на 90 % коллектив всех учреждений военных сообщений, был сокращён более чем на 70 % и заменён должностями гражданского персонала. Впервые в своей истории линейные органы военных сообщений были переведены с «линейного» принципа базирования на принцип «базовых» учреждений с привязкой к местам дислокации крупных воинских соединений.

### Руководители с 1868 г.
- генерал-майор (в дальнейшем генерал от инфантерии) Анненков, Михаил Николаевич (1 января 1869 г. — 8 июля 1886 г.);
- генерал-майор (в дальнейшем от инфантерии) Головин, Николай Михайлович (12 июня — 27 сентября 1877 г., 9 июля 1886 г. — 7 декабря 1898 г.);
- генерал-майор Левашев, Николай Николаевич (22 декабря 1898 г. — 17 июня 1907 г.);
- генерал-лейтенант Добрышин, Филипп Николаевич (17 июля 1907 г. — 9 мая 1914 г.);
- генерал-майор Ронжин, Сергей Александрович (22 мая 1914 г. — 3 января 1917 г.);
- генерал-майор Тихменев, Николай Михайлович (28 января 1917 г. — 10 сентября 1917 г.);
- генерал-майор Раттэль, Николай Иосифович (19 сентября 1917 г. — 26 февраля 1918 г.), перешёл на службу в РККА;
- бывший генерал-майор Бармин Иван Александрович (26 февраля 1918 г. — 28 марта 1918 г.);
- бывший генерал-майор Загю, Михаил Михайлович (29 марта 1918 г. — 3 декабря 1918 г.);
- Волков, Сергей Матвеевич (3 декабря 1918 г. — 24 февраля 1919 г.);
- Аржанов, Михаил Михайлович (24 февраля 1919 г. — 23 августа 1922 г.; 23 октября 1923 г. — 10 апреля 1924 г.);
- Чеботаревский, Владимир Николаевич (24 августа 1922 г. — 22 октября 1923 г.);
- Сергеев Василий Николаевич (врид 11 апреля — 14 мая 1924 г.);
- Барский Борис Евсеевич (начальник и военком 15 мая 1924 г — 4 февраля 1925 г.; начальник ЦУПВОСО с 5 февраля 1925 г. по 27 декабря 1927 г.);
- Ольшанский, Михаил Михайлович (апрель 1928 г — июль 1930 г.);
- комкор (с 1935) Аппога, Эрнест Фрицевич (20 июля 1930 г. — 25 мая 1937 г.);
- комбриг Крюков, Александр Евдокимович (13 октября 1937 г. — 2 октября 1939 г.);
- генерал-лейтенант технических войск Трубецкой, Николай Иустинович (2 октября 1939 г. — 10 июля 1941 г.);
- генерал-лейтенант технических войск Ковалёв, Иван Владимирович (13 июля 1941 г. — 27 марта 1943 г., с 23 ноября по 20 декабря 1944 г.);
- генерал-полковник интендантской службы Хрулёв, Андрей Васильевич (28 марта 1943 г. — 22 ноября 1944 г.);
- генерал-полковник технических войск Дмитриев, Владимир Иванович (20 декабря 1944 г. по 7 июня 1957 г., с 20 декабря 1957 г. по 16 апреля 1962 г.);
- генерал-лейтенант Черняков, Александр Георгиевич (8 июня по 19 декабря 1957 г.);
- генерал-лейтенант Хвощёв Сергей Владимирович (1962—1974 г.г.);
- генерал-полковник Клёмин, Анатолий Степанович (март 1974—1987 г.г.);
- генерал-полковник технических войск Воронцов, Юрий Константинович (1987—1991 г.г.);
- генерал-лейтенант Гребенников, Вадим Петрович (1991 — декабрь 1994 г.г.);
- генерал-лейтенант Соколов Георгий Георгиевич (1994—2006 г.г.)[10];
- генерал-майор Свистков Борис Львович (2006—2008 г.г.);
- полковник Ляпин, Игорь Николаевич (2009 г.);
- генерал-лейтенант Ярошевич, Александр Валентинович[11]

## Структура органов военных сообщений на железнодорожном транспорте
- Департамент транспортного обеспечения Минобороны России.
- Управление военных сообщений ДТО МО РФ (ЗР).
- Службы военных сообщений военных округов (Северного флота) (ЗО).
- Управления военных сообщений на железнодорожном транспорте (З).
- Комендатуры военных сообщений ж.д. участков и станций (ЗКУ).
- Комендатуры военных сообщений железнодорожной станции (ЗК).
- Представительства военных сообщений (ЗН).

### Порядок организации и выполнения воинских грузоперевозок на железнодорожном транспорте
В соответствии с указом Президента Российской Федерации 2016 г. № 678 воинские железнодорожные перевозки в России по заказу органов ВОСО выполняются ОАО «РЖД» на привлекаемом по итогам торгов подвижном составе кампаний-собственников подвижного состава, в основном Федеральной грузовой компании и Первой грузовой компании, а также других кампаний-владельцев подвижного состава. Объём воинских перевозок в тоннаже составляет в разные годы от 5 до 10 % от общего объёма грузоперевозок в РФ. При публикации годовых показателей в открытых источниках воинские перевозки входят в состав общего объёма тоннажа грузоперевозок, без вычленения абсолютных, относительных и стоимостных данных. Воинские перевозки грузов по сети РЖД в системе ЭТРАН не отражаются, их статистика в открытой печати не публикуется, хотя в обобщённом, без детализации, виде она не является государственной тайной. Согласно установленному в РФ порядку, грузовые компании всех форм собственности обязаны предоставлять вагоны для перевозок военного назначения по первому требованию, выполняются такие перевозки в приоритетном порядке, оплата за них производится по специальным тарифам по факту совершения перевозки с оплатой воинскими перевозочными документами формы 2. Финансовые операции по оплате за воинские перевозки выполняются через специализированные счета банками, аккредитованными в Министерстве обороны РФ. Маржа грузовых операторов по перевозкам воинских грузов, как правило, не может превышать 10 %, а фактически, с учётом плановых и непредвиденных проблем оператора в ходе перевозки, оказывается близка к себестоимости или даёт минимальную прибыль. Обналичивание или вывод средств за воинские перевозки свыше установленных нормативов из банка-аккредитанта не допускается, однако средства могут депонироваться в этом банке для расчётов за последующие перевозки, в том числе порожние. В целях обеспечения безопасности движения поездов с воинскими грузами и операций с вагонами в пути следования железнодорожникам РЖД, как правило, сообщается только вес поезда и вагонов, а номенклатура и перечень перевозимых грузов — по усмотрению заказчика перевозки.

### БЖРК
В 1987—1994 по железным дорогам России курсировал боевой железнодорожный ракетный комплекс — высокоэффективное «оружие возмездия» подвижного базирования РВСН. Каждый состав БЖРК принимал ракетный полк. В поезде, заступившем на боевое дежурство, находилось более 70 военнослужащих, включая несколько десятков офицеров. В кабинах локомотивов, на местах машинистов и их помощников находились только военные — офицеры и прапорщики. Центральное управление военных сообщений и линейные органы военных сообщений осуществляли контроль продвижения таких поездов.

## Структура органов военных сообщений на воздушном транспорте
- Департамент транспортного обеспечения Минобороны России.
- Управление военных сообщений ДТО МО РФ (ЗР).
- Службы военных сообщений округов (ЗО).
- Управления военных сообщений (З).
- Комендатуры военный сообщений аэропортов (ЗКА).

## Структура органов военных сообщений на водном (морском, речном) транспорте
- Департамент транспортного обеспечения Минобороны России.
- Управление военных сообщений ДТО МО РФ (ЗР).
- Службы военных сообщений военных округов (ЗО).
- Службы военных сообщений флотов (Зфлот): Северного флота (Мурманск), Черноморского флота (Севастополь), Тихоокеанского флота (Владивосток), Балтийского флота (Калининград).
- Управления военных сообщений на морских бассейнах (З мор) находятся в подчинении служб военных сообщений флотов:
- УВОСО на Северном морском и речном бассейнах (Архангельск)
- УВОСО на Баренцевом и Западном арктическом морских бассейнах (Мурманск)
- УВОСО на Балтийском морском и Северо-Западном речном бассейнах (Санкт-Петербург)
- УВОСО на Западном морском и речном бассейнах (Калининград)
- УВОСО на Азово-Черноморском бассейне (Новороссийск)
- УВОСО на Дальневосточном морском бассейне (Владивосток)
- УВОСО на Сахалинском морском бассейне (Холмск)
- УВОСО на Камчатско — Чукотском бассейне (Петропавловск-Камчатский)
- Управления военных сообщений на речных бассейнах (З вод) находятся в подчинении служб военных сообщений военных округов.
- УВОСО на Ленском речном бассейне (Якутск)
- Комендатуры военных сообщений водных участков и портов — соответственно на морском (ЗКУ мор) и речном (внутреннем водном) транспорте (ЗКУ вод).